# 市口侑果

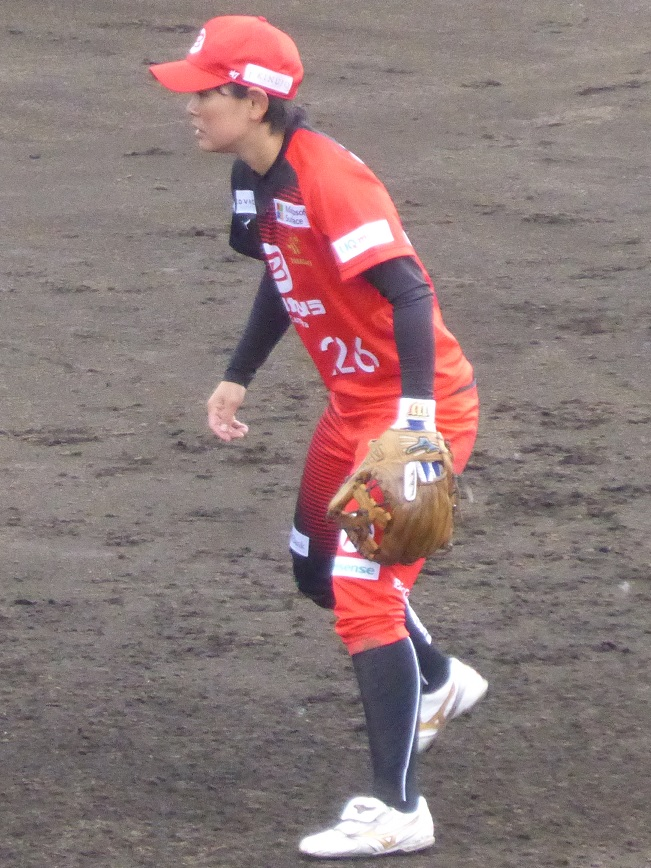
現役時代・二塁手 (2023年)

市口 侑果（いちぐち ゆか、1992年7月3日 - ）は、大阪府八尾市出身の女子ソフトボール選手（内野手）。ビックカメラ高崎ビークイーン所属。ソフトボール日本代表。2021年開催の東京オリンピック金メダリスト。

## 経歴
姉の影響で6歳からソフトボールを始める。子供の頃からオリンピック出場を夢見ていた。
地元の大阪市立緑中学校を卒業後、千葉県の木更津総合高等学校に進学。2009年、高校2年生の時にU-19日本代表に選出される。2010年には全国高校選抜大会で優勝。
2011年、日本リーグの強豪ルネサスエレクトロニクス高崎に入団。同年、U-19日本代表で世界ジュニア選手権準優勝。
2013年にはトップ代表に初選出。以降、日本代表の主力選手として2014年・2016年・2018年・2022年の世界選手権/ワールドカップに出場。2021年に開催された東京オリンピックでは6試合中5試合に出場し、日本代表の金メダル獲得に貢献した。
所属チームのルネサスエレクトロニクス高崎/ビックカメラ高崎では日本リーグ時代に6回のリーグ優勝を経験。2018年・2020年・2021年にはベストナインにも選ばれた。
2022年のJDリーグ開幕以降も、ビックカメラ高崎ビークイーンの不動の1番セカンドとして試合に出場し続け、2023年には日本リーグ時代から通じて4度目のベストナイン（二塁手）を受賞した。
2023年のシーズン終了をもって現役引退。2024年、ビックカメラ高崎ビークイーンのコーチに就任。2025年、現役復帰。

## 選手としての特徴
卓越したバットコントロールとミート力が最大の武器で、シーズン打率が4割を超えることもある。パンチ力も秘めている。
守備においては、俊敏な動きで本職のセカンド・ショートに加え、外野もこなすことができる。東京オリンピックでは、セカンドの他にライトでも出場している。

## 人物・エピソード
イチローに憧れて左打者になった。ミズノのソフトボール用具を愛用している。
自他共に認める人見知りで、JDリーグの選手紹介サイトでは『人見知り安打製造機』のキャッチフレーズで紹介されている。
東京オリンピック日本代表として金メダルを獲得した功績をたたえ、2021年12月15日、八尾市役所前に記念のゴールドポスト（第27号）が設置された（ゴールドポストプロジェクト）。

## 詳細情報

### 日本リーグ個人表彰
- 2018年 - ベストナイン賞（遊撃手）
- 2020年 - ベストナイン賞（二塁手）
- 2021年 - 打点王（19打点）、ベストナイン賞（二塁手）

### JDリーグ個人表彰
- 2023年 - [東]ベストナイン（二塁手）

### 背番号
- 26（2011 - 2023）
- 26（2025 - ）

## 受章歴
- 紫綬褒章（2021年）[7]